# Mozgalom a Szabad és Demokratikus Európáért
A Mozgalom a Szabad és Demokratikus Európáért (angolul: Movement for a Europe of Liberties and Democracy, MELD) egy európai parlamenti szervezet, amit 2011-ben alapítottak. A párt egy nemzeti konzervatív, euroszkeptikus és populista elveket vall. A parlamenti szervezet korábban az Európa Szabadsága és Demokráciájához tartozott, de kivált onnan és önállóvá vált. A Mozgalom a Szabad és Demokratikus Európáért székháza Párizs, Franciaország.

## Pártok
- Szlovák Nemzeti Párt - Szlovákia
- A Reform Konzervatívok - Ausztria
- Lengyel Szolidaritás - Lengyelország
- Dán Néppárt - Dánia